# Harmonic Disruptor (singolo)
Harmonic Disruptor è un singolo del gruppo musicale statunitense Julien-K, pubblicato il 24 gennaio 2020 come primo estratto dall'album omonimo.

## Descrizione
Traccia d'apertura dell'album, il brano segna il ritorno del gruppo verso le sonorità industrial degli esordi, con chitarre ed elettronica pesanti e una prestazione vocale di Ryan Shuck caratterizzata da vari scream.

## Tracce
Testi e musiche di Amir Derakh, Anthony Valcic e Ryan Shuck.
1. Harmonic Disruptor – 5:15

## Formazione
Gruppo
- Ryan Shuck – voce, chitarra, basso, sintetizzatore
- Amir Derakh – chitarra, basso, programmazione, sintetizzatore
- Anthony "Fu" Valcic – programmazione, sintetizzatore

Produzione
- Amir Derakh – produzione, missaggio, registrazione
- Anthony "Fu" Valcic – registrazione
- Mike Marsh – mastering